# 羊飼いの礼拝 (エル・グレコ、プラド美術館)
『羊飼いの礼拝』(ひつじかいのれいはい、西: Adoración de los pastores、英: The Adoration of the Shepherds) は、ギリシャ・クレタ島出身であるマニエリスム期のスペインの巨匠エル・グレコが1612-1614年頃にキャンバス上に油彩で制作した『新約聖書』主題の作品である。「羊飼いの礼拝」を主題とした作品は画家が繰り返し何度も描いてきたが、本作はサント・ドミンゴ・エル・アンティグオ聖堂にあった自身の墓所の祭壇装飾の一部として描かれたもので、画家最晩年の代表作である。画面手前の羊飼いは、エル・グレコ自身の自画像であるともいわれている。作品はマドリードのプラド美術館に所蔵されている。

## 主題
本作の主題である「羊飼いの礼拝」は「キリスト降誕」に代わる意味を持っていた。『新約聖書』では、キリスト降誕に関しては「マタイによる福音書」と「ルカによる福音書」にわずかな記述があるにすぎない。前者には「マリアは子を生んだ」(1章25) とのみ記され、後者では「そこユダヤのダビデの町ベツレヘムにいる間に、マリアは産気満ちて初子を生んだので、まぐさおけに子を横たえた、それは旅籠に部屋がなかったからである」 (2章6-7) とわずかに状況描写を交えて描かれている。ルカは続いて、「羊飼いたちへのお告げ」と「羊飼いの礼拝」について語り、マタイは「東方三博士の礼拝」の様子を記述している。このように、「キリストの降誕」と「羊飼いの礼拝」、「東方三博士の礼拝」はすべて救い主キリストの降誕に関するものであるが、本来は異なった主題なのである。にもかかわらず、エル・グレコの時代には明確な区別はなく、画家の遺産目録でも「羊飼いの礼拝」はすべて「降誕図」とされている。

## 背景
エル・グレコは「羊飼いの礼拝」の主題に何度も繰り返し取り組んでいる。クレタ島からヴェネツィアに移ってまもない時期 (1565年頃) に描かれた作品 (個人蔵)、スペイン到着後、サント・ドミンゴ・エル・アンティグオ聖堂の祭壇衝立の1部として描かれた作品 (1577年)、ドーニャ・マリア・デ・アラゴン学院の祭壇衝立の1部として描かれた作品 (1596-1600年)、本作の前に描かれた作品 (1602年) などが代表的なものである。1596-1600年の作品は、イタリア時代の影響を強く残す1577年の作品に比べ、豊かな色彩の輝き、交錯する煌めきと闇、極端に分離した力強い筆触など晩年のエル・グレコ絵画への転換を示しているが、この図像が完成を見るのはプラド美術館に所蔵されている本作においてである。

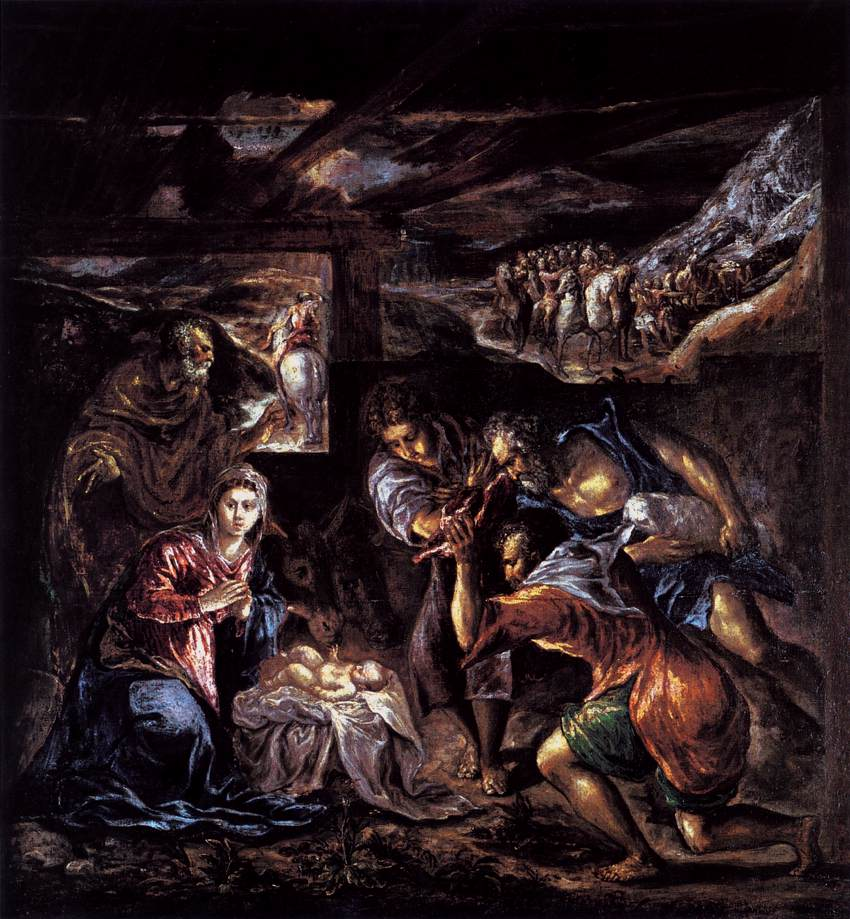
『羊飼いの礼拝』、1565年頃、個人蔵
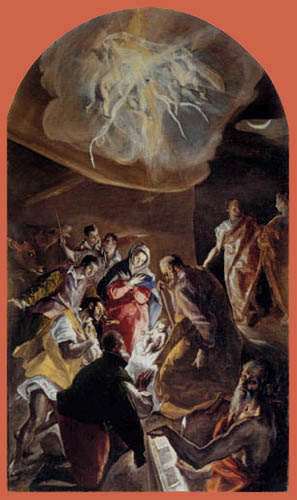
『羊飼いの礼拝』、サント・ドミンゴ・エル・アンティグオ聖堂の祭壇衝立の1部として描かれた作品、1577年、個人蔵
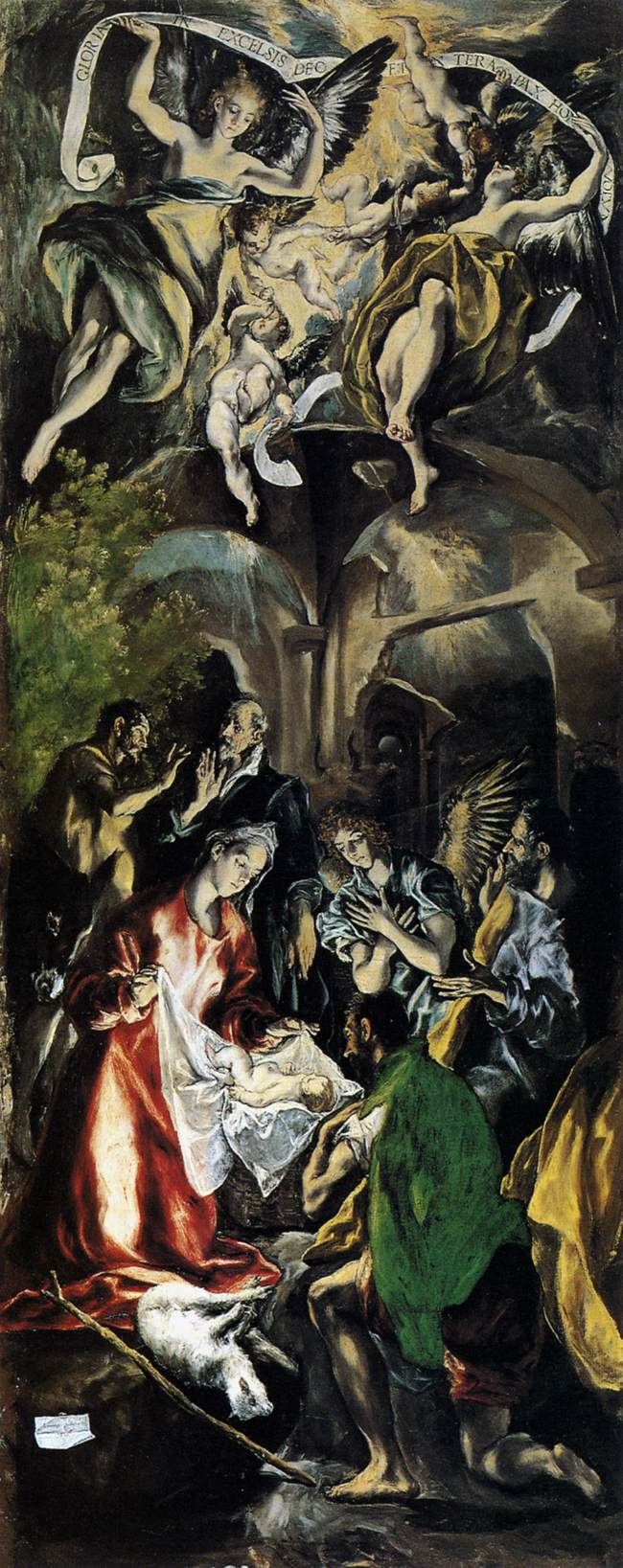
『羊飼いの礼拝』、ドーニャ・マリア・デ・アラゴン学院（英語版）の祭壇衝立の1部として描かれた作品、1596-1600年、ルーマニア国立美術館（英語版）
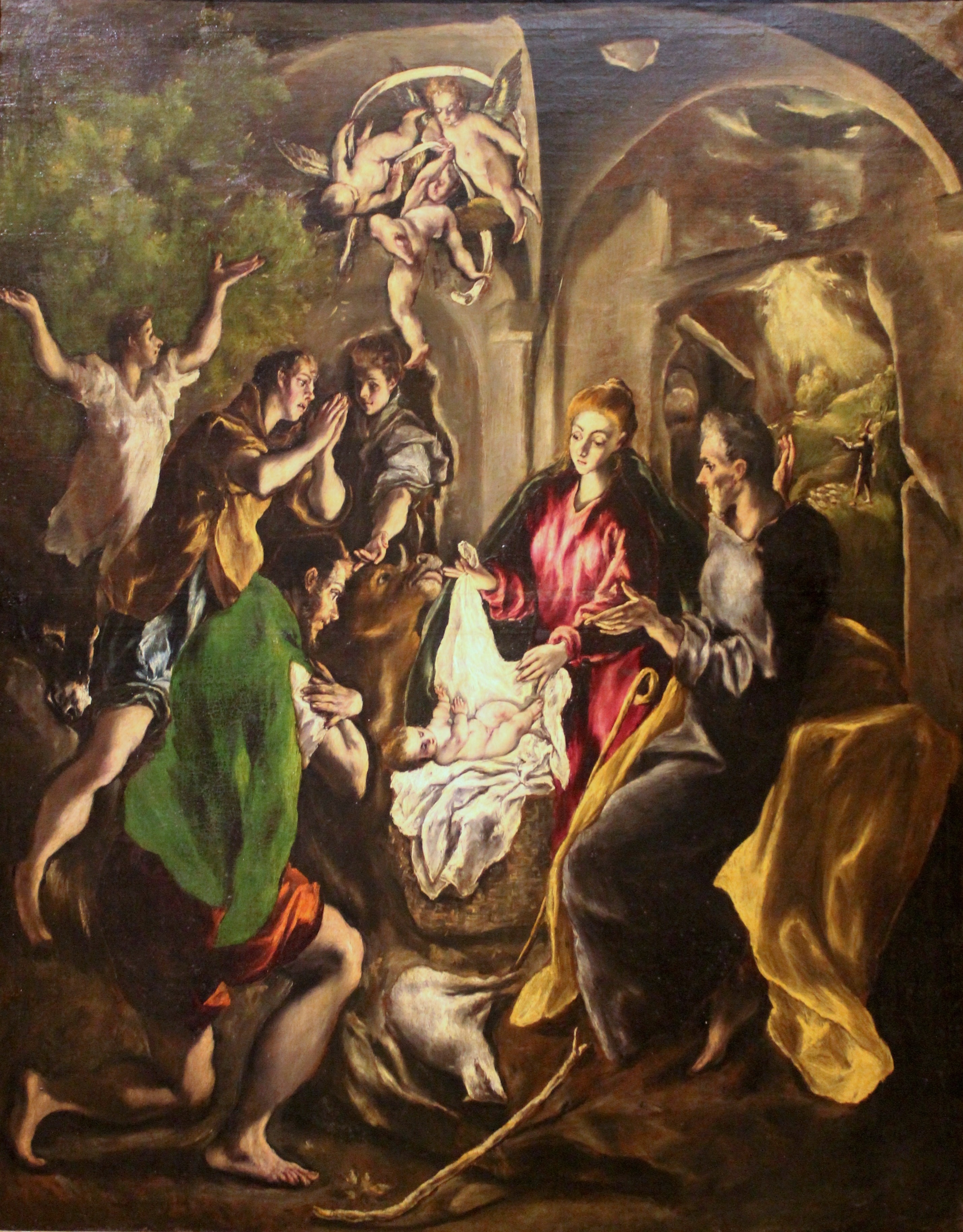
『羊飼いの礼拝』、1602年、総大司教美術館 (バレンシア)
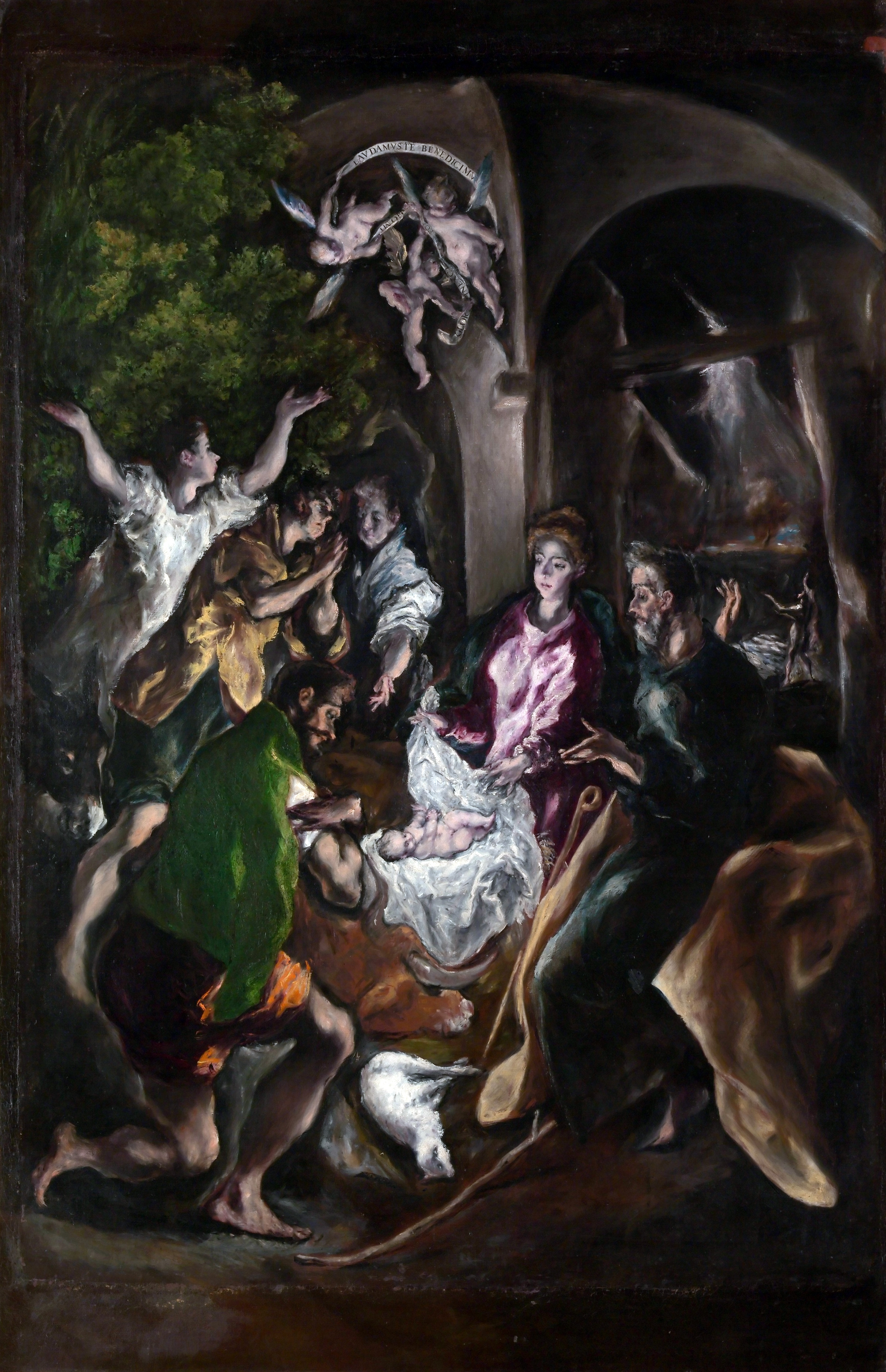
『羊飼いの礼拝』、1605-1610年、メトロポリタン美術館 (ニューヨーク)

## 作品
エル・グレコの特に晩年の絵画においては、「光」が際立って大きな役割を果たしている。天上の光は真理と善の姿であり、自然の光はその神の光が地上におよんだものであるという光の神秘主義的な理論は、6世紀の神学者偽ディオニュシウスの『天上位階論』や、マニエリスムの画家で理論家のジャン・パオロ・ロマッツォの『絵画芸術論』を蔵書にしていたエル・グレコにとって大きな霊感源であった。ロマッツォによれば、「神は光の源であり、天使は反射であり、天は輝きであり、我々はその反映であり、地獄はほとんどまったくの物質、わずかな光の残滓である」。
本作以前のエル・グレコの同主題の作品では、不統一の感を免れなかった地上と天上の人物群が本作では統一感を持っている。人物群は、幼児イエスと聖母マリアの頭部を2つの焦点とする巨大な卵形構図にまとめられている。さらに、本作は上述の光の思想を視覚化している。洞窟のような暗い空間の中、唯一の光源である幼児キリストから光が炸裂し、その光の輪は聖母マリア、聖ヨセフ、その手前の羊飼いたち、三日月のような角のある牡牛、そして「天に栄光、地に平和を」と神を賛美する言葉「グロリア・イン・エクチェルシス・デオ」が書かれた帯を持って宙を舞う天使たちに反響していく。このように御子から発せられる光は地上界だけでなく天上界も照らしているが、人物群の外縁はほとんど闇に沈められており、画面はドラマチックで幻想的な雰囲気を醸し出している。